# Wiktor Thommée
Wiktor Thommée (1881-1962) fue un comandante militar polaco y un general de brigada del ejército polaco. Veterano de la Gran Guerra y de la Guerra Civil Rusa, es más conocido por su mando del Grupo Operativo Piotrków y la batalla de Bzura durante la Invasión de Polonia de 1939.

## Primeros años
Wiktor Thommée nació el 30 de diciembre de 1881 en Sventiany, Imperio Ruso (actual Švenčionys, Lituania), en el seno de una familia polaca de lejana procedencia francesa. Después de graduarse en las escuelas de comercio de Lida y Dyneburg (la actual Daugavpils, Letonia), en 1901 ingresó en una escuela de oficiales en San Petersburgo. En 1904 se graduó y recibió el grado de subteniente, tras lo cual fue adscrito al 124.º Regimiento de Infantería con base en Vorónezh. Con esa unidad participó en la Guerra Ruso-Japonesa de 1904-1905. Dos veces herido, pasó varios meses en varios hospitales, después de lo cual fue despedido del servicio activo para su recuperación y se incorporó al Instituto de Comercio en Járkov, en la actual Ucrania. En 1912 fue admitido de nuevo en la ejército ruso y hasta 1914 estudió en la Academia del Estado Mayor en San Petersburgo.

## Primera Guerra Mundial
Tras el estallido de la Gran Guerra, Thommée se incorporó al 276.º Regimiento de Infantería y sirvió con distinción como comandante de una compañía y luego de un batallón. En 1916 fue ascendido al rango de teniente coronel y se convirtió en asistente del estado mayor del 48.º cuerpo de ejército en la zona del frente rumano. Después de la Revolución Rusa de 1917, abandonó el ejército y el 25 de septiembre de 1918 se incorporó al ejército polaco en la zona de Kuban. Allí, el 9 de noviembre se convirtió en el jefe de facto del estado mayor de la 4ª División de Fusileros Polacos de Lucjan Żeligowski, formalmente parte del Ejército Azul Polaco aliado a Francia, Reino Unido, Estados Unidos. y la Rusia Imperial. Después de que la división regresara a Polonia y fuera reformada en la 10.ª División de Infantería, Thommée sirvió como jefe de su estado mayor durante las primeras etapas de la Guerra Polaco-Soviética hasta agosto de 1919. El 22 de agosto de ese año se convirtió en el jefe del Tercer Departamento del Estado Mayor (Inteligencia Ofensiva "B"), controlando la red de inteligencia en la parte europea de Rusia, en el Frente Noroeste, en el Frente Masoviano y luego en el Primer Ejército Polaco bajo el mando del general Franciszek Latinik.
Como hábil oficial del servicio de inteligencia, Thommée pidió a sus superiores que lo trasladaran al servicio de primera línea y el 17 de junio de 1920 fue nombrado comandante del 28º Regimiento de Infantería de Fusileros de Kaniów. Durante el resto de la guerra polaco-soviética, comandó el 19º de Infantería y luego el 20º de Infantería. Por su servicio durante el conflicto, en 1922 fue ascendido al rango de coronel (con precedencia del 1 de junio de 1919).
Después de la firma de la Paz de Riga, Thommée permaneció en el ejército y el 10 de agosto de 1921 fue nombrado comandante del Área General del Ejército Brześć. El 20 de octubre de 1922 se convirtió en el primer oficial del 3er Mando del Área Militar (DOK III) con base en Hrodno y al mismo tiempo comenzó sus estudios en la Escuela Superior de Guerra de Varsovia. El 1 de julio de 1923 fue ascendido al rango de brigadier general y el 15 de agosto de 1924 se convirtió en el comandante de la 15.ª División de Infantería estacionada en Bydgoszcz. En 1926 fue enviado a París, donde se graduó en la Ecole Superieure de Guerre. A su regreso a Polonia, continuó su servicio en varios puestos, incluyendo el mando del 8º Comando de Área Militar (DOK VIII; 1934-1938) con base en Toruń y luego el 4º Comando de Área Militar (DOK IV) con base en Łódź.

## Segunda Guerra Mundial
Al estallar la invasión de Polonia, el 1 de septiembre de 1939, Thommée asumió el mando del Grupo Operativo Piotrków, uno de los Cuerpos del Ejército Polaco dentro del Ejército de Łódź. Renombrado como Grupo Operativo Thommée el 6 de septiembre, la unidad fue la única parte del Ejército Łódź que no sufrió tremendas pérdidas durante la retirada de las fronteras. Después de que el general Juliusz Rómmel dejara su ejército para ir a Varsovia, Wiktor Thommée consiguió reorganizar las fuerzas en retirada del Ejército Łódź y librar la batalla de Cyrusowa Wola el 8 de septiembre, en la que derrotó a la 10.ª División de Infantería alemana. Después de la batalla, el 13 de septiembre sus fuerzas se trasladaron a la Fortaleza de Modlin, donde Thommée asumió el mando del Ejército de Modlin. Asediadas, las fuerzas bajo su mando defendieron la zona hasta el 29 de septiembre. Debido a la falta de suministros, alimentos y agua, el general Thommée negoció la capitulación de sus fuerzas con la condición de que todos los soldados fueran tratados como prisioneros de guerra y liberados.
Aunque inicialmente los alemanes cumplieron con el tratado, el 7 de noviembre de 1939, Thommée fue arrestado junto con gran parte de su personal y fue enviado a Alemania. Pasó el resto de la Segunda Guerra Mundial en varios campos de prisioneros de guerra nazis. Inicialmente en Oflag IV-B Koenigstein y Stalag I-B Hohenstein, luego fue transferido a Oflag VIII-E Johannisbrunn. En 1942 fue enviado a Oflag VII-A Murnau, desde donde realizó numerosos intentos de fuga y finalmente fue enviado a Oflag VI-B Dössel. Liberado en 1945, se trasladó al Reino Unido, donde en abril se incorporó a las Fuerzas Armadas Polacas en Occidente. A diferencia de la mayoría de sus colegas de la época de la guerra, en enero de 1947 regresó a la Polonia comunista. Aceptado formalmente en el ejército, fue retirado y privado de su pensión. Vivió en la pobreza en Gdynia, a veces trabajando como conserje. No fue hasta la muerte de Bolesław Bierut y el deshielo político de 1956 que Wiktor Thommée recibió una pensión y un piso en Varsovia. Murió el 12 de septiembre de 1962 y fue enterrado en el Callejón de los Meritorios en el Cementerio Militar de Varsovia Powązki. El 1 de enero de 1964 fue promovido póstumamente al rango de general de división.